# Subcancilla phorminx
Subcancilla phorminx är en snäckart som först beskrevs av S. S. Berry 1969.  Subcancilla phorminx ingår i släktet Subcancilla och familjen Mitridae. Inga underarter finns listade i Catalogue of Life.